# Pieve di San Pietro (San Pietro di Feletto)
La pieve di San Pietro è l'edificio sacro più importante nonché la parrocchiale di San Pietro di Feletto, in provincia di Treviso e diocesi di Vittorio Veneto; fa parte della forania di Conegliano.

## Storia
Il primo nucleo della chiesa risale a un'epoca compresa tra VIII e IX secolo, cosa che la fa, probabilmente, il più antico edificio sacro dell'allora diocesi di Ceneda. L'edificio ancora esistente ebbe il suo sviluppo nell'XI secolo, quando prese forma l'attuale pieve.
Nei secoli seguenti la chiesa si sviluppò e arricchì di un numero crescente di affreschi, fino al XVI secolo, quando aveva ormai raggiunto l'aspetto attuale.
Tutti i dipinti hanno beneficiato di un completo restauro tre 1998 e 2002, il quale consente oggi di godere delle suggestioni coloristiche originarie.
Il 29 giugno 1873 alle ore 4:29 la chiesa subì notevoli danni a causa di una scossa di terremoto con epicentro in provincia di Belluno, zona Cansiglio. Vi morirono 38 fedeli che seguivano la messa mattutina a causa del crollo di gran parte del tetto.

## Descrizione

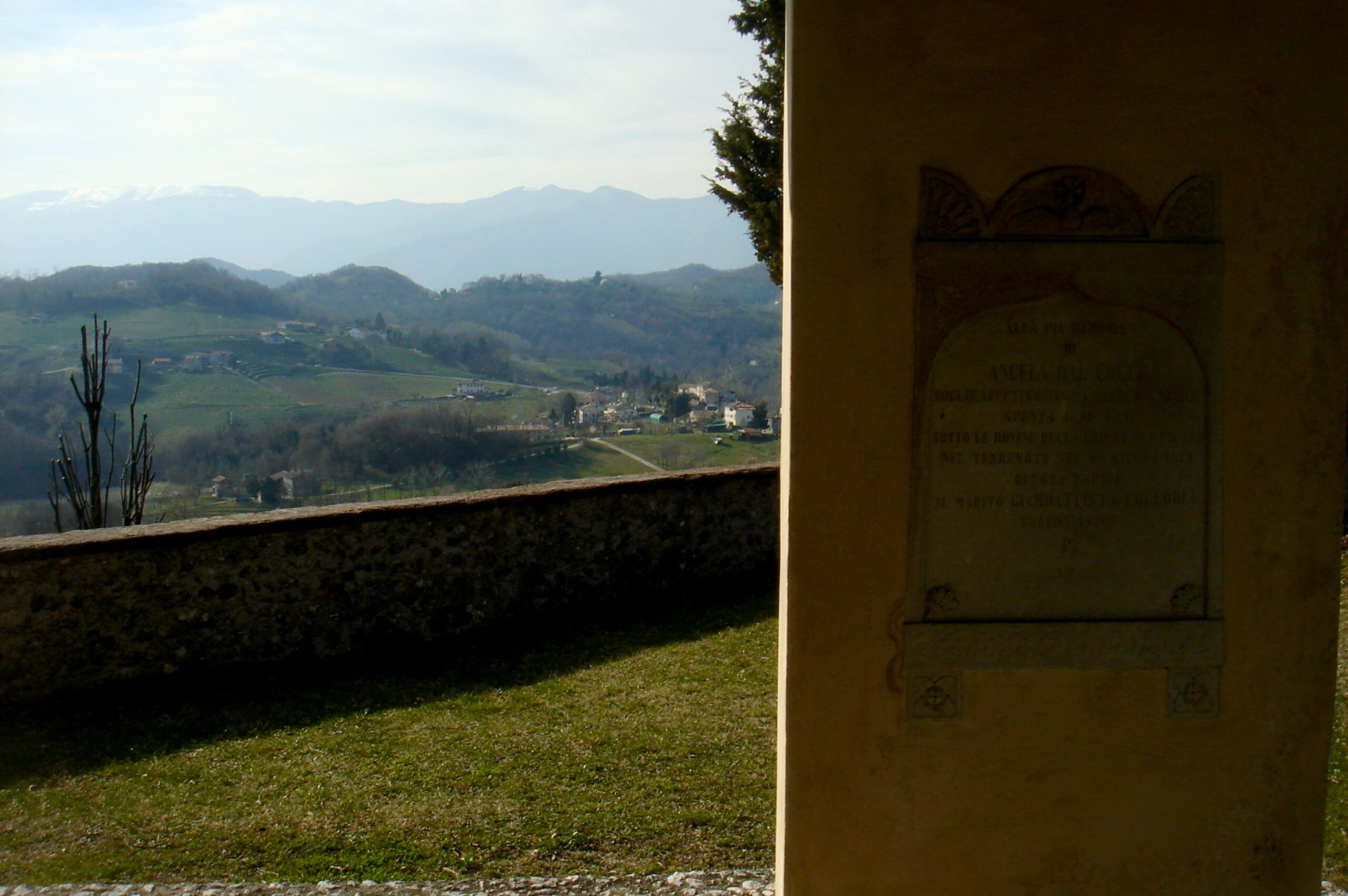
Panorama dal portico

Situata in posizione panoramica sui colli del Feletto, la pieve guarda verso Refrontolo e le Prealpi bellunesi. L'edificio si raggiunge direttamente dalla strada attraverso una scalinata, da cui si domina un vasto paesaggio ancora prevalentemente rurale.

### Esterno

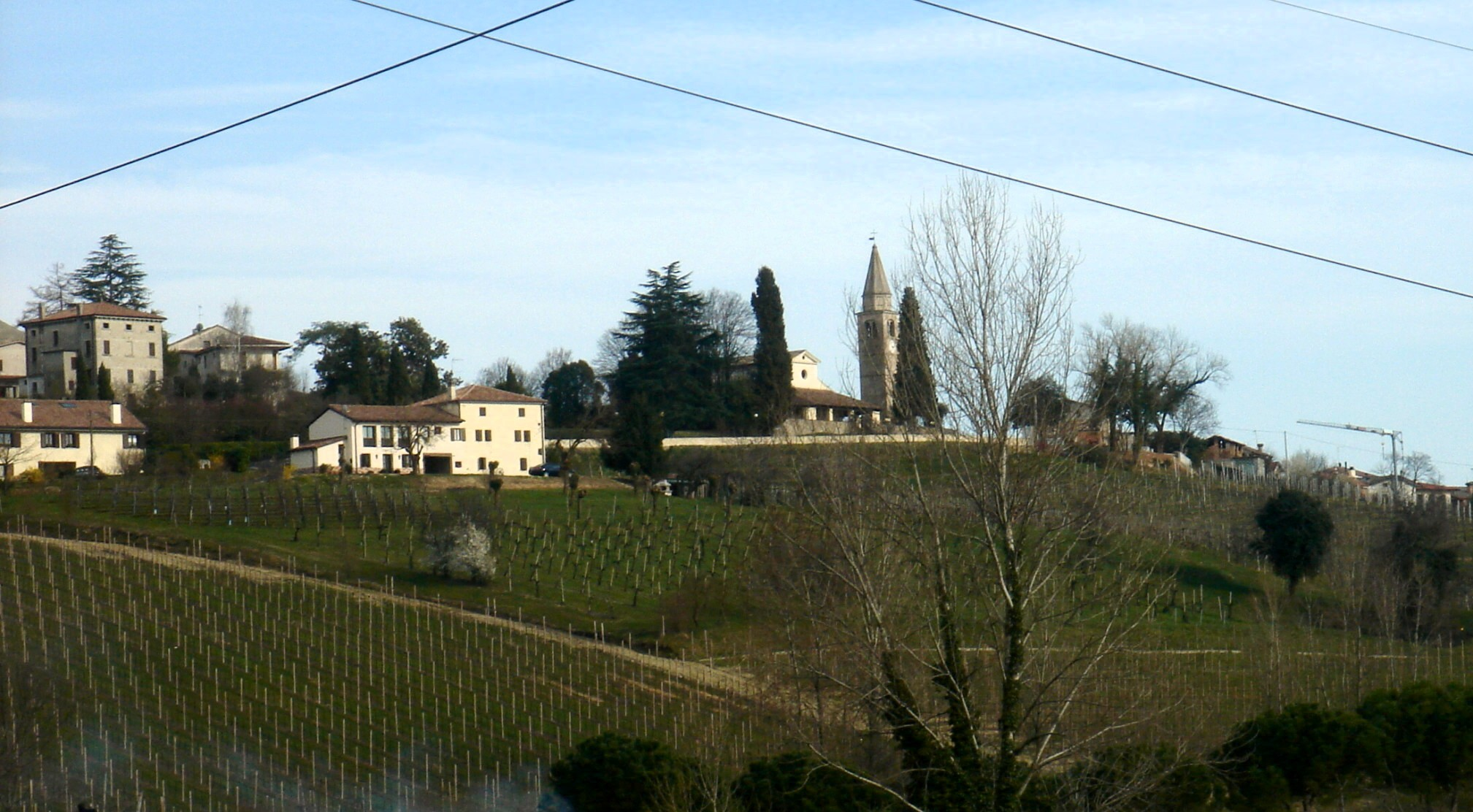
Veduta con la pieve

L'edificio si presenta con una facciata a salienti, davanti alla quale si apre un ampio porticato del XIII secolo, sotto il quale sono custoditi cinque preziosi affreschi tardo-medioevali: Sant'Antonio Abate, Vergine col Bambino, Vergine con Santi, Sacrificio di Caino e Abele, Cristo della Domenica; in particolare quest'ultimo ha grande importanza artistica, essendo un'iconografia rarissima e qui meglio conservata che altrove: raffigura il Cristo sanguinante, a causa delle ferite infertegli da numerosi strumenti di lavoro, disposti intorno a lui e collegati attraverso strisce di sangue; questa iconografia, ben contestualizzata nel mondo agricolo e artigianale di San Pietro di Feletto, vuole comunicare il messaggio del terzo comandamento, secondo cui lavorare nel giorno dedicato a Dio comporta per il Cristo un secondo martirio; posta nel sottoportico, l'immagine fa da monito a ogni visitatore.
A destra della facciata, in posizione autonoma sorge il campanile, struttura coeva in stile romanico, terminata da una cuspide cinquecentesca.
Alle spalle dell'abside e sul lato sinistro della chiesa hanno luogo rispettivamente il cimitero e delle piccole cappelle sepolcrali.

### Interno

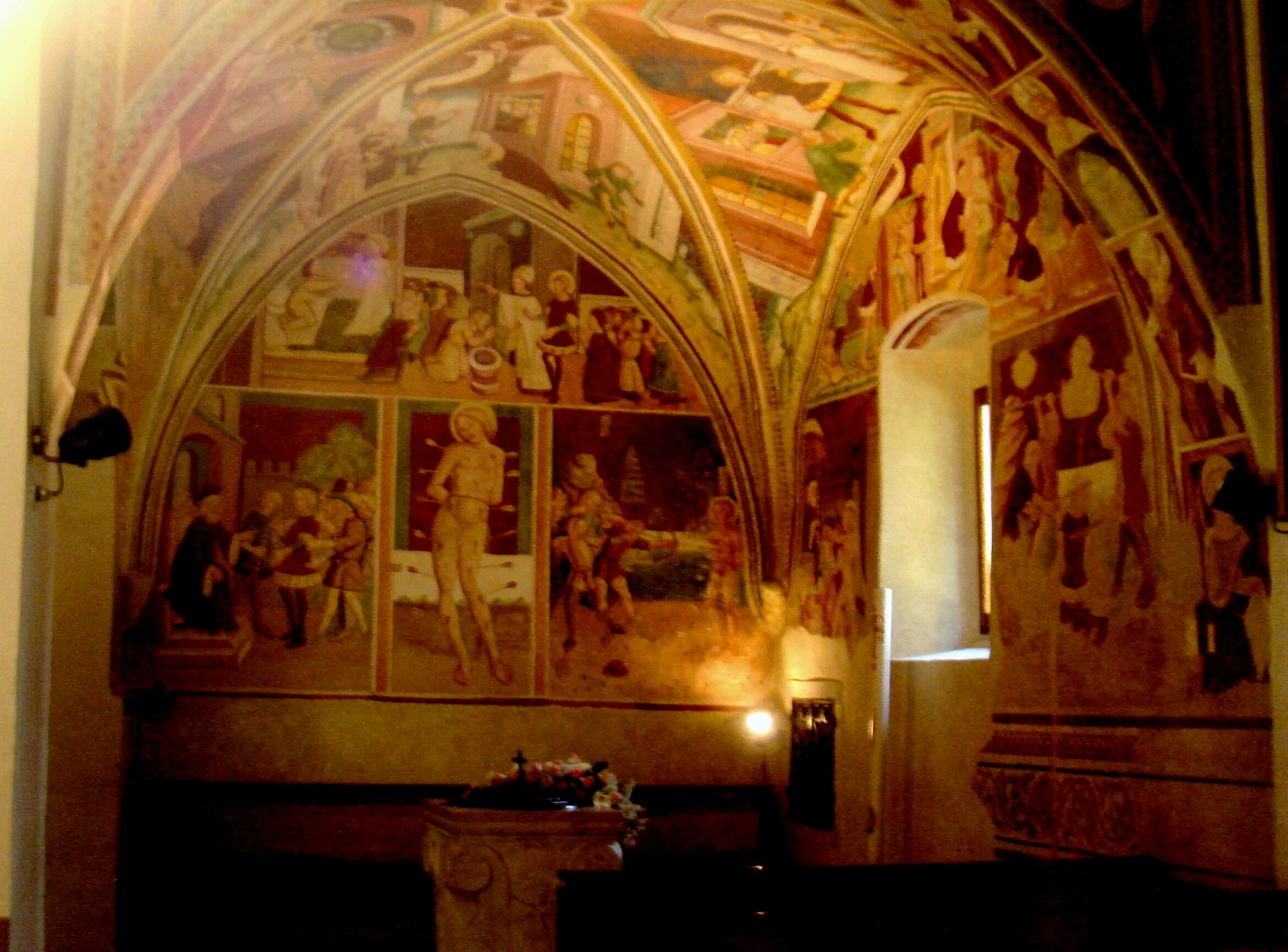
Affreschi della cappella di San Sebastiano

All'interno, a tre navate, sono custoditi antichissimi affreschi, eseguiti e stratificatisi tra il XII e il XV secolo: una parte dei più antichi, riportati alla luce nel XX secolo, è ancora visibile nella parte sinistra della navata centrale e sopra l'arco dell'abside. Il catino absidale è dominato da un grande Cristo Pantocratore tra la Vergine e San Pietro del XIII secolo.
I restanti affreschi sono del XV secolo: tra essi quelli che fanno da cornice alla cappella di San Sebastiano, sovrastata da volta a crociera, all'innesto dei cui costoloni vi è la mano di Cristo Pantocratore; qui è la sede del fonte battesimale, inserita tra il colorato racconto delle vicende agiografiche di San Sebastiano, tra le quali degno di nota è la raffigurazione, di grandi dimensioni, del Martirio.